# Tourbillon extraterrestre

Circulation atmosphérique de Jupiter, incluant des tourbillons.

Un tourbillon extraterrestre est un centre de rotation dans l'atmosphère d'une planète, autre que la Terre, ou d'un satellite naturel. Ces tourbillons sont le résultat d'un réchauffement différentiel des différents gaz qui composent l'atmosphère (par le Soleil ou une source interne) et de la rotation de l'astre. Le phénomène est similaire aux circulations atmosphériques ou aux gyres océaniques terrestres mais il est observé depuis l'espace et donc ne montre généralement que ce qui se passe dans la couche supérieure de cette atmosphère.

## Observations

### Vénus
Vénus a deux grandes paires d'anticyclones inversés, une paire près de chaque pôle (vortex polaire), découvertes en 2006 par la sonde Venus Express. Le vortex du pôle sud de Vénus est de la taille de l'Europe et va des nuages inférieurs de son atmosphère (42 kilomètres de la surface) jusqu'aux nuages supérieurs de l'atmosphère (à 63 kilomètres de la surface). Les éléments du vortex sont constamment défaits et refaits dans le périple du tourbillon tous les 2,2 jours.

### Mars

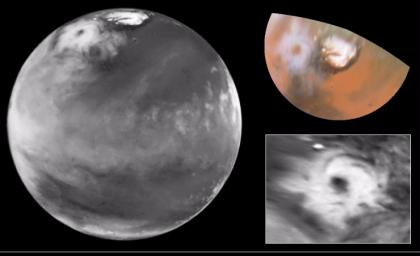
Cyclone sur Mars vu par le télescope spatial Hubble.

Le 27 avril 1999, un rare système de 1 770 km de diamètre fut détecté par le télescope spatial Hubble dans la région polaire nord de Mars. Il consistait en trois bandes de nuages enveloppées autour d'un œil massif de 320 km de largeur et montrait des caractéristiques similaires aux cyclones polaires de la Terre. Il ne fut observé que brièvement, ayant disparu six heures plus tard lors de la prise d'images suivante. Plusieurs autres cyclones furent imagés à peu près dans la même zone dont le 2 mars 2001, le 19 janvier 2003 et le 27 novembre 2004.

Tourbillon sur Mars, photographié par la sonde Spirit

Dès les missions Viking des années 1970, des images d'un tourbillon de poussière sur la planète rouge furent captées et en 1997, le Mars Pathfinder détecta un tourbillon lui passant dessus,. On observe même périodiquement un large cyclone sec sur cette planète qui provient d'une telle origine, donnant des tempêtes de poussières.

### Jupiter

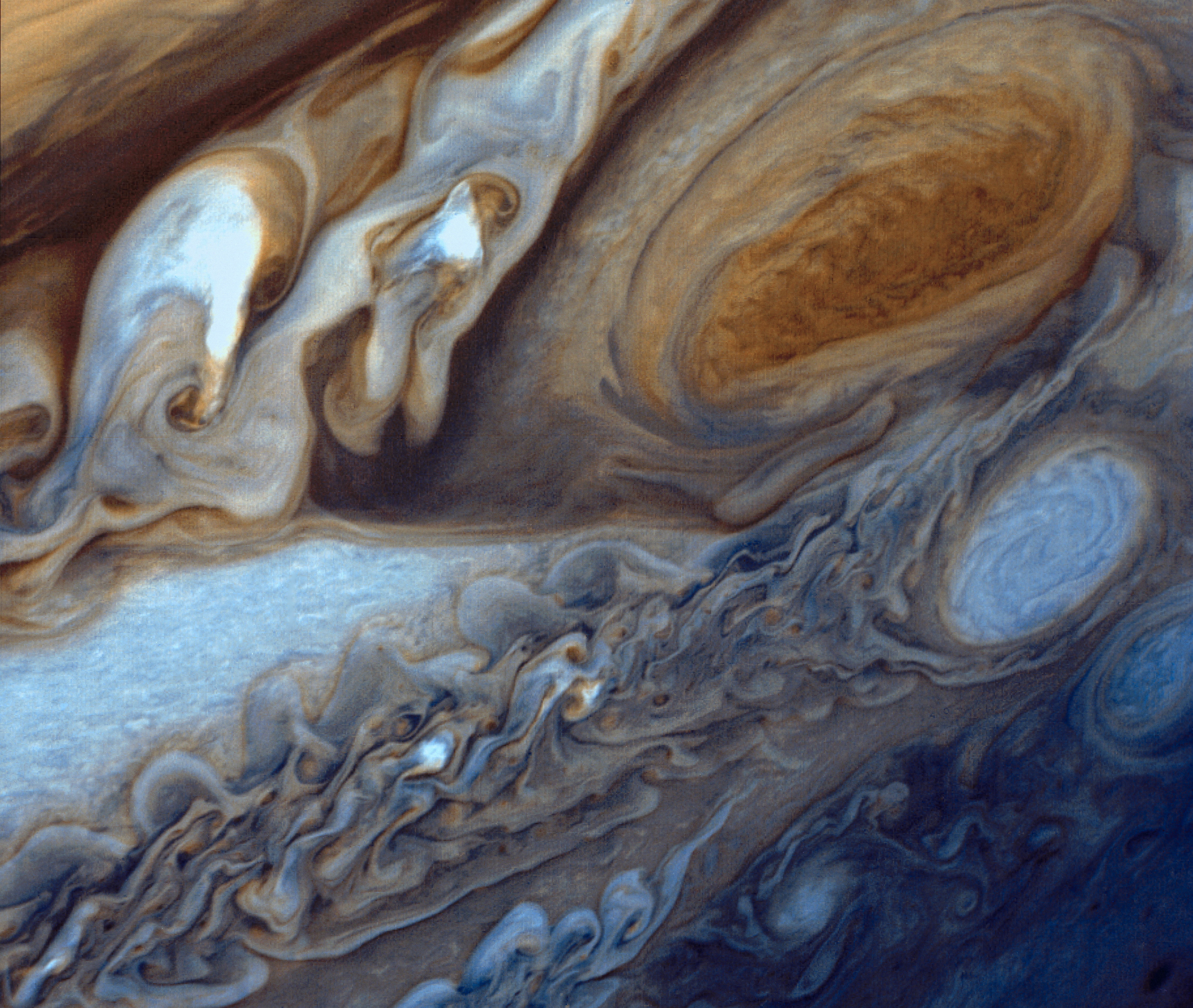
La Grande Tache rouge prise par Voyager 1, en fausses couleurs.

Sur Jupiter, la Grande Tache rouge est une tempête anticyclonique persistante située à 22° au sud de l'équateur de Jupiter. Son existence est connue depuis au moins 1831 et peut-être depuis 1665. Des modèles mathématiques suggèrent que la tempête est stable et est une caractéristique permanente de la planète. Elle est suffisamment grande pour être visible au travers de télescopes depuis la Terre.
La Grande Tache rouge présente une forme ovale, de 24 à 40 000 km de long sur 12 000 km de large, suffisamment grande pour contenir deux ou trois planètes de la taille de la Terre. L'altitude maximale de la tempête est située à environ 8 km au-dessus du sommet des nuages environnants. Elle tourne sur elle-même dans le sens contraire des aiguilles d'une montre, avec une période d'environ 6 jours ; les vents soufflent à plus de 400 km/h sur ses bords.
Des tourbillons de ce genre ne sont pas inhabituels dans l'atmosphère des géantes gazeuses. Jupiter possède également des ovales blancs et bruns de plus petite taille. Les ovales blancs sont plutôt constitués de nuages relativement froids à l'intérieur de la haute atmosphère. Les ovales bruns sont plus chauds et situés à l'intérieur de la couche nuageuse habituelle. De telles tempêtes peuvent exister pendant des heures ou des siècles.
En l'an 2000, une autre tache s'est formée dans l'hémisphère sud, similaire en apparence à la Grande Tache rouge, mais plus petite. Elle a été créée par la fusion de plusieurs tempêtes ovales blanches plus petites (observées pour la première fois en 1938). La tache résultante, nommée Ovale BA et surnommée Red Spot Junior (Petite Tache rouge en anglais, par rapport à la grande appelée Great Red Spot), a depuis accru son intensité et est passée du blanc au rouge.

### Saturne

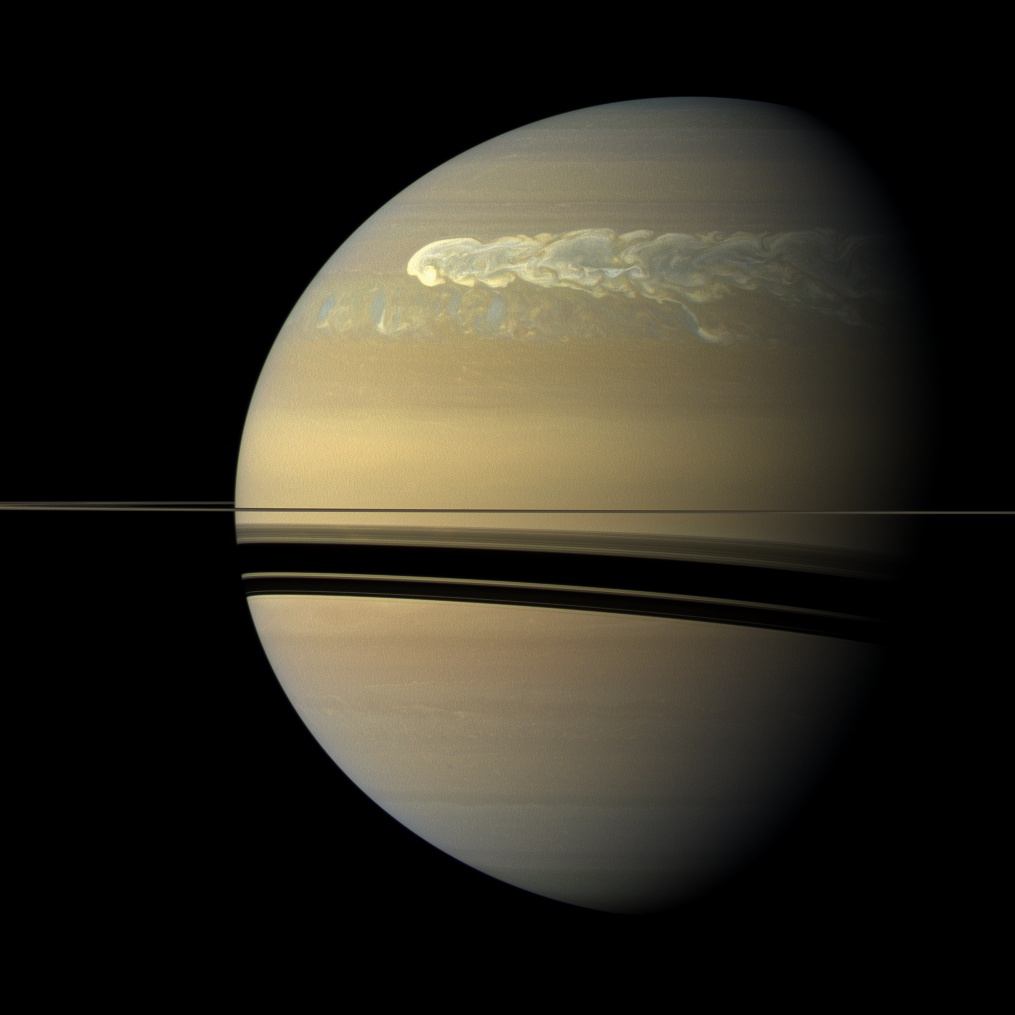
Un énorme orage photographié par la sonde Cassini en été 2011.

Sur Saturne, la grande tache blanche est un phénomène éphémère qui se reproduit environ tous les 30 ans (c'est-à-dire environ chaque année saturnienne). Toutes les grandes taches les plus importantes se sont produites dans l'hémisphère nord de la planète. Elles commencent généralement sous forme de « taches » (au sens littéral du terme) discrètes, puis s'étalent rapidement en longitude, comme celles de 1933 et de 1990 ; cette dernière s'est même suffisamment allongée pour finir par entourer complètement la planète. Bien que la modélisation informatique du début des années 1990 avait suggéré que ces remontées atmosphérique massives étaient causés par une instabilité thermique, deux planétologues du Caltech ont proposé en 2015 un mécanisme plus détaillé. La tempête du Dragon est un autre orage dans l'hémisphère sud de la planète
L’hexagone de Saturne est un motif nuageux hexagonal qui tourne en permanence au-dessus du pôle Nord de la planète Saturne à environ 78° N,. Les côtés de l'hexagone mesurent environ 13 800 km, ce qui est supérieur au diamètre de la Terre. Sa période de rotation est de 10 h 39 min 24 s, la même que celle des émissions radio en provenance de l'intérieur de la planète.

#### Titan
Titan, le plus grand satellite de la planète Saturne, a aussi une atmosphère. Fin 2006 un tourbillon de nuage immense fut découvert par la sonde Cassini. Ce tourbillon recouvre une grande partie de la région du pôle nord, soit un diamètre d'environ 2 400 kilomètres. Aucun nuage n'avait été attendu là, mais surtout aucune formation de cette grandeur et structure. Deux semaines plus tard, le tourbillon géant pouvait être observé de nouveau lors de l'approche de Titan par la sonde. Il se dissoudra seulement dans une ou deux décennies. D'après les modèles issus des explorations, sa formation a lieu à la fin d'un cycle d'environ 30 ans (un an sur Saturne). Le 27 juin 2012, un autre survol à grande distance de Cassini-Huygens montra un vortex au pôle sud.

### Uranus
De rares taches sombres sont observées sur Uranus. Une telle tache fut détectée à une latitude de 27 degrés dans l'hémisphère nord d'Uranus à la fin de 2006, qui était alors pleinement exposé à la lumière du Soleil après de nombreuses années dans l'ombre. En effet, l'axe de rotation d'Uranus est incliné presque parallèlement à son plan orbital, de sorte que la planète semble tourner sur son côté. Cette orientation latérale mène à des saisons extrêmes au cours des 84 ans de la planète autour du Soleil et les chercheurs ont longtemps émis l'hypothèse que le réchauffement « printanier » devrait mener à l'apparition d'un tel phénomène.

### Neptune

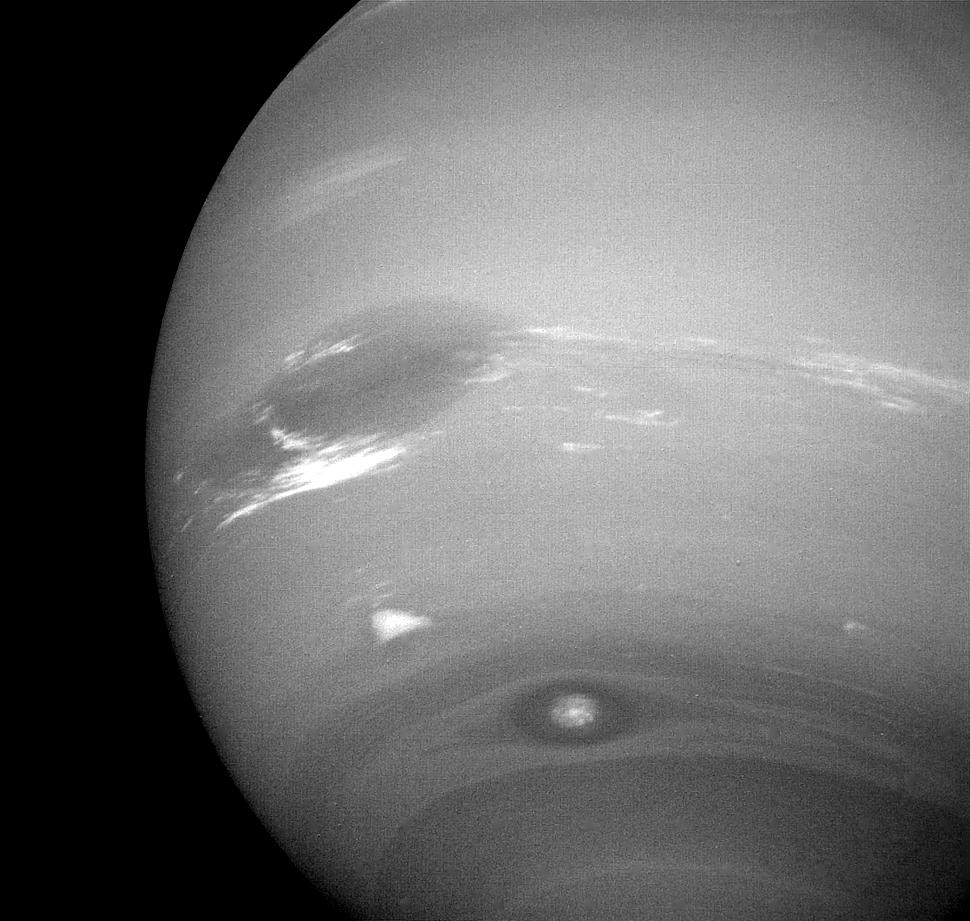
Grande Tache sombre en haute et Petite tache sombre en bas.

Neptune est plus active du point de vue des tourbillons qu'Uranus. La plus connue, la Grande Tache sombre, est une série de taches sombres sur Neptune d'apparence similaire à la Grande Tache rouge de Jupiter. La première fut observée en août 1989 par la NASA grâce à la sonde Voyager 2. Comme celle de Jupiter, c’est  une tempête anticyclonique. Toutefois, l'intérieur possède relativement peu de nuages, et contrairement à celle de Jupiter, qui existe depuis des centaines d'années, sa durée de vie semble être beaucoup plus courte, son apparition et sa disparition survenant avec un intervalle de quelques années.
La Petite Tache sombre, parfois aussi l’Œil du Sorcier, était une tempête cyclonique australe,. Il s'agissait de la seconde tempête en importance en 1989 lorsque la sonde Voyager 2 survola la planète et l'observa avec son spectromètre infrarouge. La tache tournait dans le sens horaire. Lorsque le télescope spatial Hubble observa Neptune en 1994, la tache avait disparu.